# Damesellidae
De Damesellidae, ook wel Drepanuridae en Kaolishaniidae, zijn een familie van trilobieten gerangschikt onder de orde Odontopleurida. De Damesellidae zijn te vinden in strata uit het Midden- en Boven-Cambrium, vooral in China.  De Damesellidae zijn nauw verwant aan de Odontopleuridae, maar zijn niet zo stekelig en hebben ook niet zeer uitgesproken stekels. 

## Taxonomie

### Damesellidae
- Adelogonus?
- Bergeronites
- Blackwelderia
- Blackwelderioides
- Chiawangella
- Cyrtoprora
- Damesella
- Damesops
- Dipentaspis
- Dipyrgotes
- Neodrepanura
- Duamsannella
- Fengduia
- Guancenshania
- Hercantyx?
- Histiomona
- Jiawangaspis
- Karslanus[1]
- Liuheaspis
- Metashantungia
- Neodamesella
- Palaeadotes,
- Paradamesella
- Parashantungia
- Pingquania
- Pionaspis
- Protaitzehoia
- Pseudoblackwelderia
- Shantungia
- Stephanocare
- Taihangshania
- Taitzehoia
- Teinistion
- Xintaia
- Yanshanopyge